# Жалу, Эдмон
Эдмон Жалу́ (фр. Edmond Jaloux; 19 июня 1878, Марсель — 22 августа 1949, Лютри, кантон Во, Швейцария) — французский прозаик, эссеист и литературный критик.

## Биография
Постоянный сотрудник «Nouvelles Littéraires», где выступал с еженедельными обзорами литературных новинок («L’Esprit des Livres»).
Начал свою деятельность как последователь символизма и под большим влиянием Реми де Гурмона. Позже находился под разными литературными влияниями — от П. Бурже до А. Чехова, французских и английских модернистов.
Эклектик. Один из главных защитников либерального «космополитизма» во французской литературе, он сыграл довольно видную роль как популяризатор иностранных, в том числе русских авторов: Чехова, Салтыкова-Щедрина, Р. М. Рильке, Киплинга, Г. Манна, Стивенсона и другие.
Особой темой заинтересованности Жалу был немецкий романтизм и произведения английских авторов.
В своих романах Жалу описывает преимущественно французскую интеллигенцию. От символистов он перенял узко индивидуалистическую идеологию и склонность к претенциозному эстетизму.
В 1909 году за роман «Le reste est silenсе» (переведен на русский язык в 2024 г.) награждён французской литературной премией Фемина.
В 1931 году в одной из работ им первым был предложен термин «магический реализм» применительно к литературе . Вот что он писал:
«Роль магического реализма состоит в отыскании в реальности того, что есть в ней странного, лирического и даже фантастического — тех элементов, благодаря которым повседневная жизнь становится доступной поэтическим, сюрреалистическим и даже символическим преображениям».
В 1936 был избран членом Французской академии. В 1940 поселился в Швейцарии, где и умер в 1949 году.

## Избранная библиография
- Une âme d’automne (1896)
- L’Agonie de l’amour (1899)
- Le Triomphe de la frivolité (1903)
- Les Sangsues (1904)
- Le Jeune Homme au masque (1905)
- L’École des mariages (1906)
- Le Démon de la vie (1908)
- Le Reste est silence (1909)
- L’Éventail de crêpe (1911)
- Fumées dans la campagne (1918)
- L’Incertaine (1918)
- Les Amours perdues (1919)
- Au-dessus de la ville (1920)
- Vous qui faites l’endormie (1920)
- La Fin d’un beau jour (1920)
- L’Escalier d’or (1922)
- Les Barricades mystérieuses (1922). Аллюзия на тему пьесы Франсуа Куперена Таинственные баррикады
- Les Profondeurs de la mer (1922)
- L’Esprit des livres (1922)